# Ichneumon aquensis
Ichneumon aquensis är en stekelart som beskrevs av Oswald Heer 1861. Ichneumon aquensis ingår i släktet Ichneumon och familjen brokparasitsteklar. Inga underarter finns listade i Catalogue of Life.